# وددینگتون، لانکاشر
وددینگتون (به انگلیسی: Waddington) یک محله مدنی و روستا در بریتانیا است که در Ribble Valley واقع شده‌است. وددینگتون ۱٬۰۲۸ نفر جمعیت دارد.